# Сент-Олбанс (Англия)
Сент-О́лбанс (англ. St Albans) — город в южной части английского графства Хартфордшир, примерно в 30 км севернее Лондона на реке Вер. Население 129 тыс. жителей.
Бывшее кельтское поселение Верламион (Verlamion), столица племени катувеллаунов, основанная около 20 года до н. э., а затем с 43 года н. э. — римский город Веруламиум. Теперь город называется по имени первого английского святого великомученика Албана Веруламского (также Альбан, Албаний, St Alban, Albanus). На месте мученичества Албана король Оффа основал бенедиктинское аббатство Святого Альбана, одно из самых крупных и знаменитых в средневековой Англии.
В церкви св. Михаила находятся памятник и могила знаменитого философа, учёного и политика Фрэнсиса Бэкона, носившего титул барона Веруламского и виконта Сент-Олбанского.

## Имя
Сент-Олбанс берет свое имя от первого британского святого Альбана. Самая подробная версия его истории,  Церковная история народа англов  Беды Достопочтенного, рассказывает, что он жил в Веруламиуме, где-то в III или IV веке, когда христиане подвергались гонениям. Альбан встретил христианского священника Амфибала, спасавшегося от преследователей, приютил его в своем доме и настолько впечатлился благочестием священника, что принял христианство. Когда власти обыскивали его дом, он надел плащ священника и предстал перед ними вместо своего гостя. Альбану грозили наказания, которые должны были быть наложены на священника, если он не откажется от христианства. Альбан не отказался и был приговорен к казни. В более поздних легендах его голова покатилась вниз после казни, и там, где она остановилась, возник колодец.

## Города-побратимы
- Фано, Италия
- Ньиредьхаза, Венгрия
- Невер, Франция
- Оденсе, Дания
- Вормс, Германия
- Ньивлёсен, Нидерланды
- Силхет, Бангладеш

## Галерея

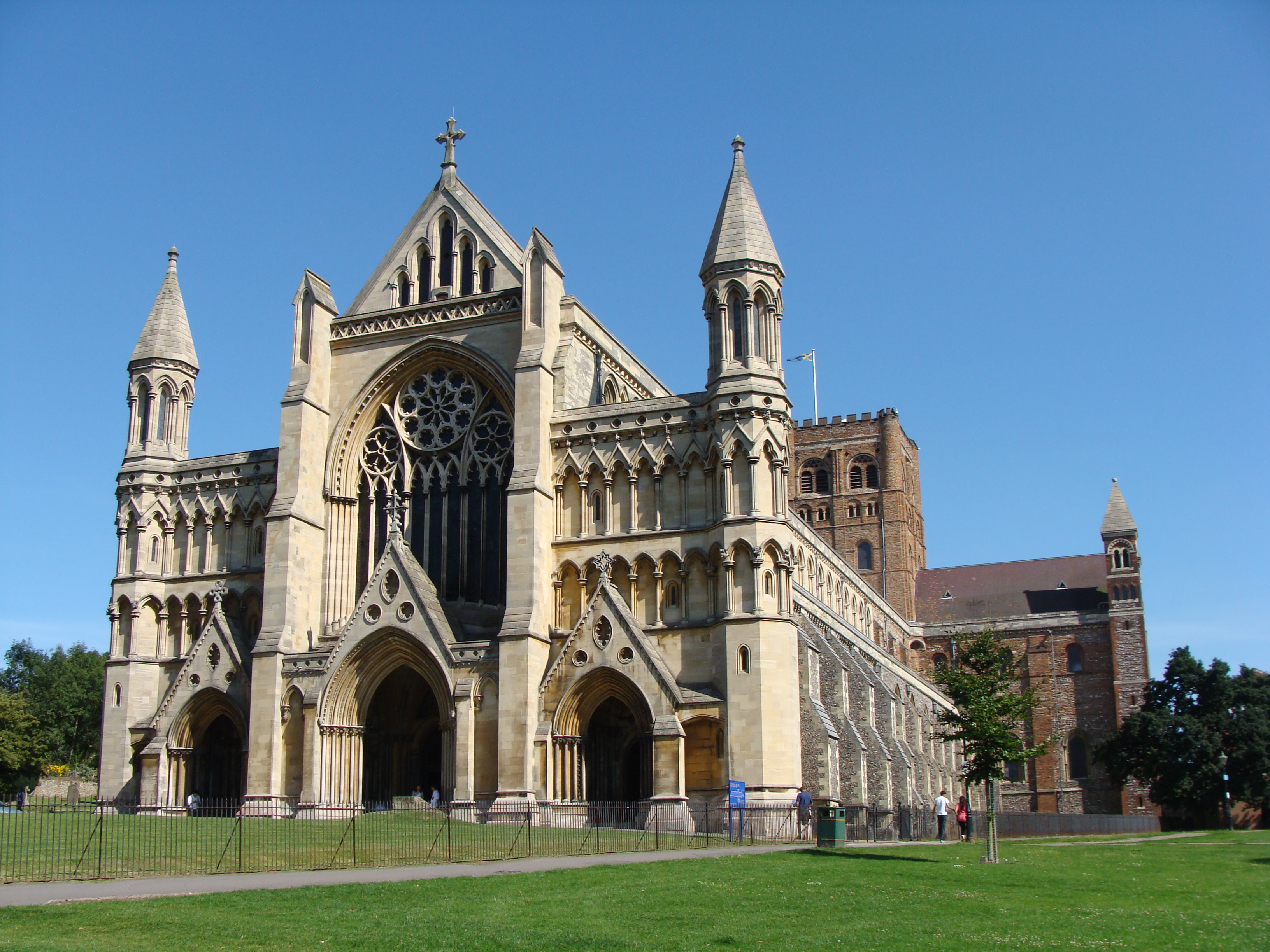
Кафедральный собор в Сент-Олбансе
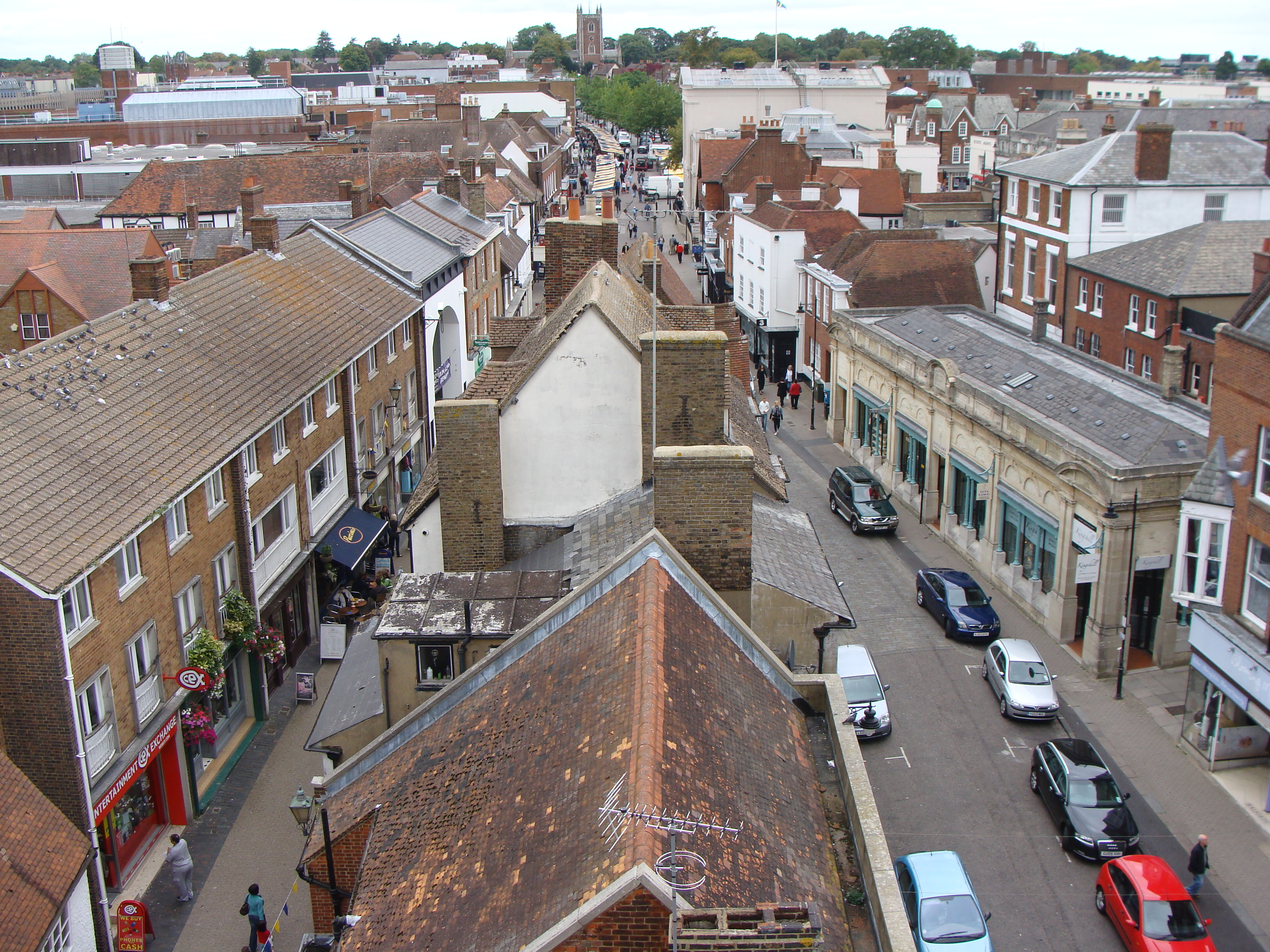
Городская застройка
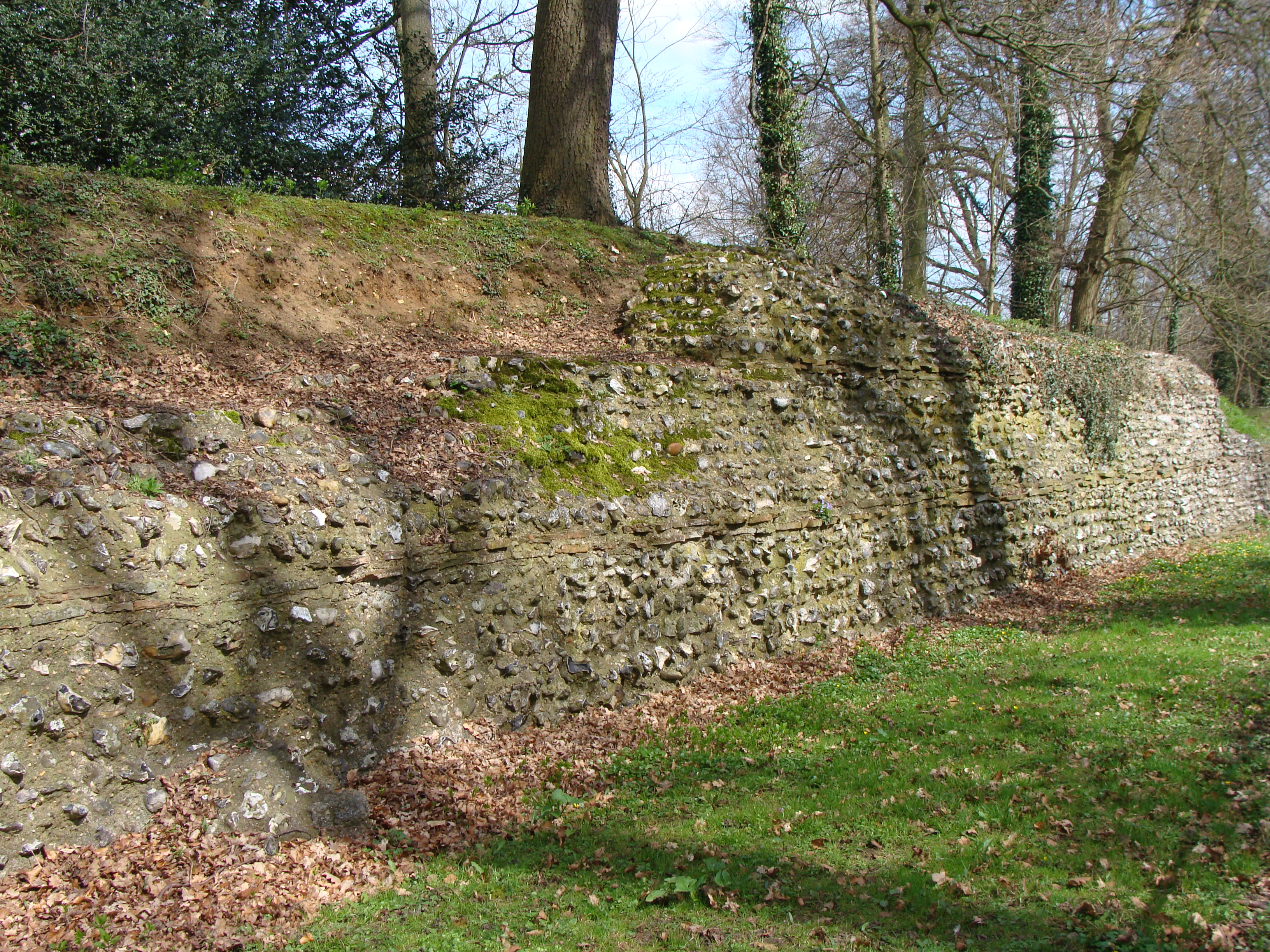
Остатки римской стены